# Patinatius ambiguus
Patinatius ambiguus är en mångfotingart som beskrevs av Kraus 1966. Patinatius ambiguus ingår i släktet Patinatius och familjen Odontopygidae. Inga underarter finns listade i Catalogue of Life.